# Waltham (Minnesota)
Waltham város az Amerikai Egyesült Államok Minnesota államában, Mower megyében. Lakosainak száma 164 fő (2020. április 1.).

## Népesség
A település népességének változása:

| 2010 | 151 |
| 2020 | 164 |